# زیردریایی یو-۶۲۸
زیردریایی یو-۶۲۸ (به انگلیسی: German submarine U-628) یک زیردریایی است که طول آن ۶۷٫۱ متر (۲۲۰ فوت ۲ اینچ) می‌باشد. این زیردریایی در سال ۱۹۴۱ ساخته شد.